# Grenay (Pas-de-Calais)
Grenay – miejscowość i gmina we Francji, w regionie Hauts-de-France, w departamencie Pas-de-Calais.
Według danych na rok 1990 gminę zamieszkiwały 6213 osoby, a gęstość zaludnienia wynosiła 1930 osób/km² (wśród 1549 gmin regionu Nord-Pas-de-Calais Grenay plasuje się na 139. miejscu pod względem liczby ludności, natomiast pod względem powierzchni na miejscu 825.).